# Spiggenbach
Der Spiggenbach, auch Spiggenkiene oder Bocktenbach genannt, ist ein Wildbach im bernischen Frutigland. Er ist ein rechter Zufluss des  Kienbachs.

## Geographie

### Quellbäche
Der Spiggenbach geht aus zwei Quellbächen hervor: dem Färrichbach, der zwischen Andrist und Schilthorn entspringt, und dem von der Schwalmere herkommenden Glütschbach (Quelle auf 2240 m ü. M. und 46° 35′ 2″ N, 7° 48′ 36″ O).

### Verlauf
Die beiden Bäche treffen sich bei
46° 34′ 7,89″ N, 7° 47′ 29,07″ O
auf einer Höhe von rund 1480 m ü. M. am östlichen Ende des Spiggengrunds, durch den der Bach in Richtung Westen abfliesst. Nachdem er eine wenige hundert Meter lange, an mehreren Stellen jäh abfallende Waldschlucht passiert hat, ergiesst sich der Spiggenbach etwas oberhalb des Kerns der Siedlung Kiental von rechts in die Chiene.

### Einzugsgebiet
Das Einzugsgebiet des Spiggenbachs ist 24,85 km² gross und besteht zu 19,4 % aus bestockter Fläche, zu 34,1 % aus Landwirtschaftsfläche, zu 0,5 % aus Siedlungsfläche und zu 46,0 % aus unproduktiven Flächen.
Flächenverteilung
Die mittlere Höhe des Einzugsgebietes beträgt 2002,8 m ü. M., die minimale Höhe liegt bei 929 m ü. M. und die maximale Höhe bei 2886 m ü. M.

### Zuflüsse
- Glütschbach (rechter Quellbach, Hauptstrang)
- Luterbächli (linker Quellbach, Nebenstrang)
- Loucheregrabe (rechts)
- Gruenerligrabe (rechts)
- Burgligrabe (rechts)
- Marggofelgrabe (links)
- Spitzbach (rechts)
- Eggbach (rechts)
- Alteweidgrabe (links)
- Tschäggerebach (rechts)
- Feissbärgbach (rechts)
- Golderebach (links)
- Rümpfibach (links)
- Guggergrabe (rechts)
- Zindgrabe (rechts)
- Hildbrandsgrabe (links)
- Glauenegrabe (rechts)
- Choligrabe (rechts)
- Leimeregrabe (rechts)
- Buchwaldgrabe (links)